# Raphael Singles
Raphael Singles (Raphael Singles?) è una raccolta di singoli della band visual kei Raphael, pubblicato nel 2001 dalla For Life Music Entertainment.

## Tracce
Tutti i brani sono testo e musica di Kazuki Watanabe, tranne dove indicato.

Dopo il titolo è indicata fra parentesi "()" la grafia originale del titolo.
1. White Love Story (White Love Story?) - 4:48
2. Yume yori sutekina (夢より素敵な?) - 4:39
3. Sweet Romance (Sweet Romance?) - 3:58 (Kazuki Watanabe - Kazuki Watanabe, Yukito Honda)
4. follow you (follow you?) - 2:59 (Kazuki Watanabe - Kazuki Watanabe, Yuki Sakurai)
5. Hanasaku inochi aru kagiri (花咲く命ある限り?) - 5:25 (Kazuki Watanabe - Kazuki Watanabe, Yuki Sakurai)
6. 「...」~Aru kisetsu no requiem~ (「・・・」〜或る季節の鎮魂歌〜?)[1] - 3:53 (Kazuki Watanabe - Yuki Sakurai)
7. eternal wish ~Todokanu kimi e~ (eternal wish〜届かぬ君へ〜?) - 5:22 (Kazuki Watanabe - Yuki Sakurai)
8. Madogiwa no yume (窓際の夢?) - 3:25
9. promise (promise?) - 4:16
10. cadenza (cadenza?) - 3:59 (Kazuki Watanabe - Yukito Honda)
11. lost graduation (lost graduation?) - 6:09
12. Evergreen (Evergreen?) - 5:40
13. Gebet ~Inori~ (Gebet〜祈り〜?) - 5:12
14. Akikaze no rhapsody (秋風の狂詩曲?)[2] - 4:47
15. Fumetsuka (不滅花?) - 4:44

## Formazione
- YUKI (YUKI?): voce
- Kazuki (華月?): chitarra
- YUKITO (YUKITO?): basso
- HIRO (HIRO?): batteria